# Arroyo Galera
Arroyo Galera är ett periodiskt vattendrag  i Argentina, på gränsen till Chile. Det är beläget i den sydvästra delen av landet, 1 700 kilometer sydväst om huvudstaden Buenos Aires och mynnar ut i Rio Simpson. 
Omgivningen kring Arroyo Galera består i huvudsak av gräsmarker  och är mycket glesbefolkad, med 4 invånare per kvadratkilometer.